# Česká ženská florbalová reprezentace

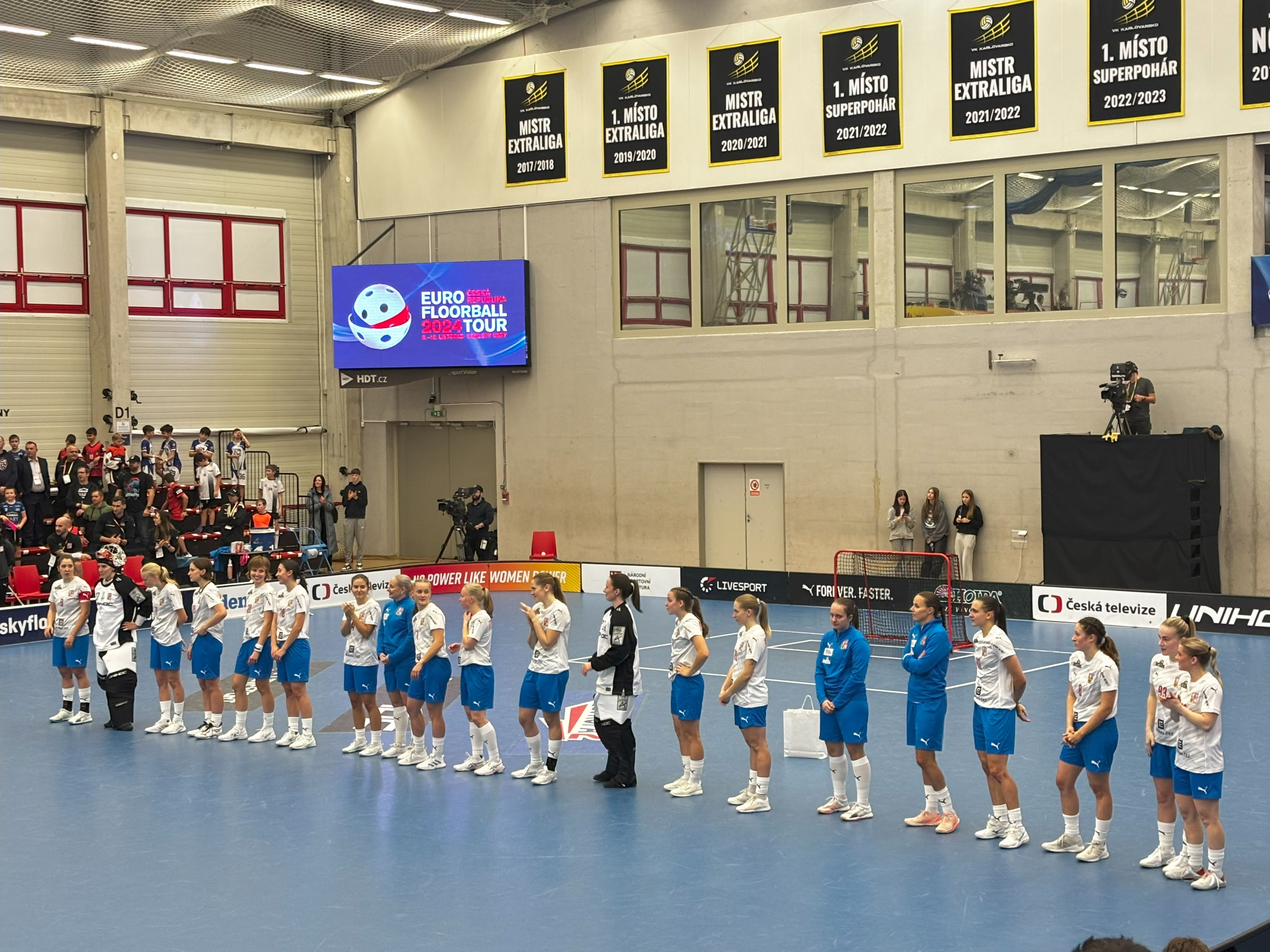
Česká ženská florbalová reprezentace na Euro Floorball Tour v roce 2024

Česká ženská florbalová reprezentace je národní florbalový tým Česka.
Tým se zúčastnil všech dosavadních mistrovství světa i Evropy. Jeho nejlepším výsledkem jsou dvě bronzové medaile z mistrovství světa ve Švýcarsku v roce 2011 a Singapuru v roce 2023. V medailovém pořadí se tak tým dělí o čtvrté místo s Norskem. Od roku 2009 Češky vždy postoupily na šampionátech do semifinále. V žebříčku IFF jsou třetí (za Finskem a před Švýcarskem), po čtvrtém a třetím místě na posledních dvou šampionátech v letech 2021 a 2023.
Současným reprezentačním trenérem je Lukáš Procházka.

## Milníky reprezentace
Česká ženská florbalová reprezentace odehrála svůj první zápas na prvním a jediném ženském Mistrovství Evropy v roce 1995. Byl to vítězný zápas proti Lotyšsku.
Prvního úspěchu na důležitém mezinárodním turnaji dosáhly v roce 2006 v Praze na prvním Euro Floorball Tour remízou se Švýcarkami, úřadujícími mistryněmi světa. První remízu se Švédskem uhrály také na EFT v roce 2008 a s Finskem o rok později.
Na Mistrovství světa poprvé bojovaly o medaile v roce 2009, po první porážce Norska na šampionátech v historii. První bronz pak získaly na dalším mistrovství v roce 2011. V zápase o třetí místo porazily poprvé na šampionátu Švýcarsko.
Finský tým poprvé porazily na Polish Cupu v roce 2013 a následně ve stejném roce znovu na EFT. V roce 2014 v Praze získaly na EFT první stříbro po vítězství nad Finskem a Švýcarskem.
Švédsko poprvé porazily na EFT v září 2023 a na turnaji podruhé získaly stříbro. Na mistrovství světa ve stejném roce získaly druhý bronz a tím dorovnaly v medailovém pořadí čtvrté Norsko.

## Bilance s ostatními týmy
K prosinci 2023 Česko prohrálo téměř všechny z dosavadních více než 40 zápasů proti švédské reprezentaci, s výjimkou jedné výhry v 38. vzájemném zápase na Euro Floorball Tour v Ústí nad Labem v září 2023 a remízy také na EFT v roce 2008. Mírně lepší bilanci mají Češky s Finskem, které z podobného počtu zápasů porazili pětkrát. Poprvé v roce 2013 (viz výše), naposledy na EFT v roce 2016, nikdy ale na mistrovství světa. Přibližně čtvrtinovou úspěšnost má Česko proti svému nejčastějšímu soupeři, Švýcarsku. To dokázaly porazit i na mistrovství světa, a to třikrát z dvanácti zápasů, poprvé v utkání o bronz v roce 2011 (viz výše), podruhé ve skupině v roce 2021 a naposledy znovu v zápase o bronz v roce 2023.
S téměř všemi týmy s nižším postavením v žebříčku IFF mají Češky pozitivní bilanci, proti většině mají úspěšnost stoprocentní. Jedinou výjimkou je Rusko, které zvítězilo ve třech z pěti vzájemných zápasů, naposledy ale již na mistrovství v roce 2003. Porazit Češky dokázaly ještě Norky, ve čtyřech ze čtrnácti zápasů, a to ve skupině na prvních třech šampionátech v letech 1997 až 2001 a naposledy v přátelském zápase v roce 2005. Poslední slabší tým, který proti Češkám dokázal zvítězit, byly Lotyšky, ve skupině na šampionátu v roce 2005. Naposledy Češky nevyhrály s níže postavenou zemí v roce 2017 remízou se Slovenkami v přátelském zápase.

## Umístění

### Mistrovství Evropy
| Turnaj | Místo     | Poř. | Rozhodující zápas | Trenér      | Kapitánka           |
| ------ | --------- | ---- | ----------------- | ----------- | ------------------- |
| 1995   | Švýcarsko | 6.   | Rusko 3 : 5       | Karel Klatt | Karolína Šatalíková |

### Mistrovství světa
| Turnaj | Místo     | Poř. | Rozhodující zápas | Trenér              | Kapitánka           | Češky v All Star týmu |
| ------ | --------- | ---- | ----------------- | ------------------- | ------------------- | --------------------- |
| 1997   | Finsko    | 6.   | Rusko 3 : 5       | Tomáš Erben         | Karolína Šatalíková | –                     |
| 1999   | Švédsko   | 5.   | Německo 8 : 4     | Tomáš Erben         | Karolína Šatalíková | –                     |
| 2001   | Lotyšsko  | 5.   | Lotyšsko 5 : 4    | Richard Strnadel    | Petra Chybová       | –                     |
| 2003   | Švýcarsko | 7.   | Německo 4 : 0     | Zdeněk Chyba        | Petra Chybová       | –                     |
| 2005   | Singapur  | 7.   | Japonsko 3 : 0    | Zdeněk Chyba        | Dana Bursová        | –                     |
| 2007   | Dánsko    | 5.   | Dánsko 6 : 2      | Jaroslav Marks      | Magdalena Šindelová | –                     |
| 2009   | Švédsko   | 4.   | Finsko 1 : 3      | Jaroslav Marks      | Magdalena Šindelová | –                     |
| 2011   | Švýcarsko | 3.   | Švýcarsko 3 : 2   | Karolína Šatalíková | Magdalena Kotíková  | Jana Christianová     |
| 2013   | Česko     | 4.   | Švýcarsko 3 : 4p  | Karolína Šatalíková | Zuzana Macurová     | Jana Christianová     |
| 2015   | Finsko    | 4.   | Švýcarsko 4 : 5   | Miroslav Janovský   | Denisa Billá        | –                     |
| 2017   | Slovensko | 4.   | Švýcarsko 2 : 3   | Miroslav Janovský   | Martina Čapková     | –                     |
| 2019   | Švýcarsko | 4.   | Finsko 4 : 5p     | Sascha Rhyner       | Eliška Krupnová     | Denisa Ratajová       |
| 2021   | Švédsko   | 4.   | Švýcarsko 2 : 5   | Sascha Rhyner       | Eliška Krupnová     | Jana Christianová     |
| 2023   | Singapur  | 3.   | Švýcarsko 5 : 4   | Lukáš Procházka     | Eliška Krupnová     | –                     |

## Hráčky

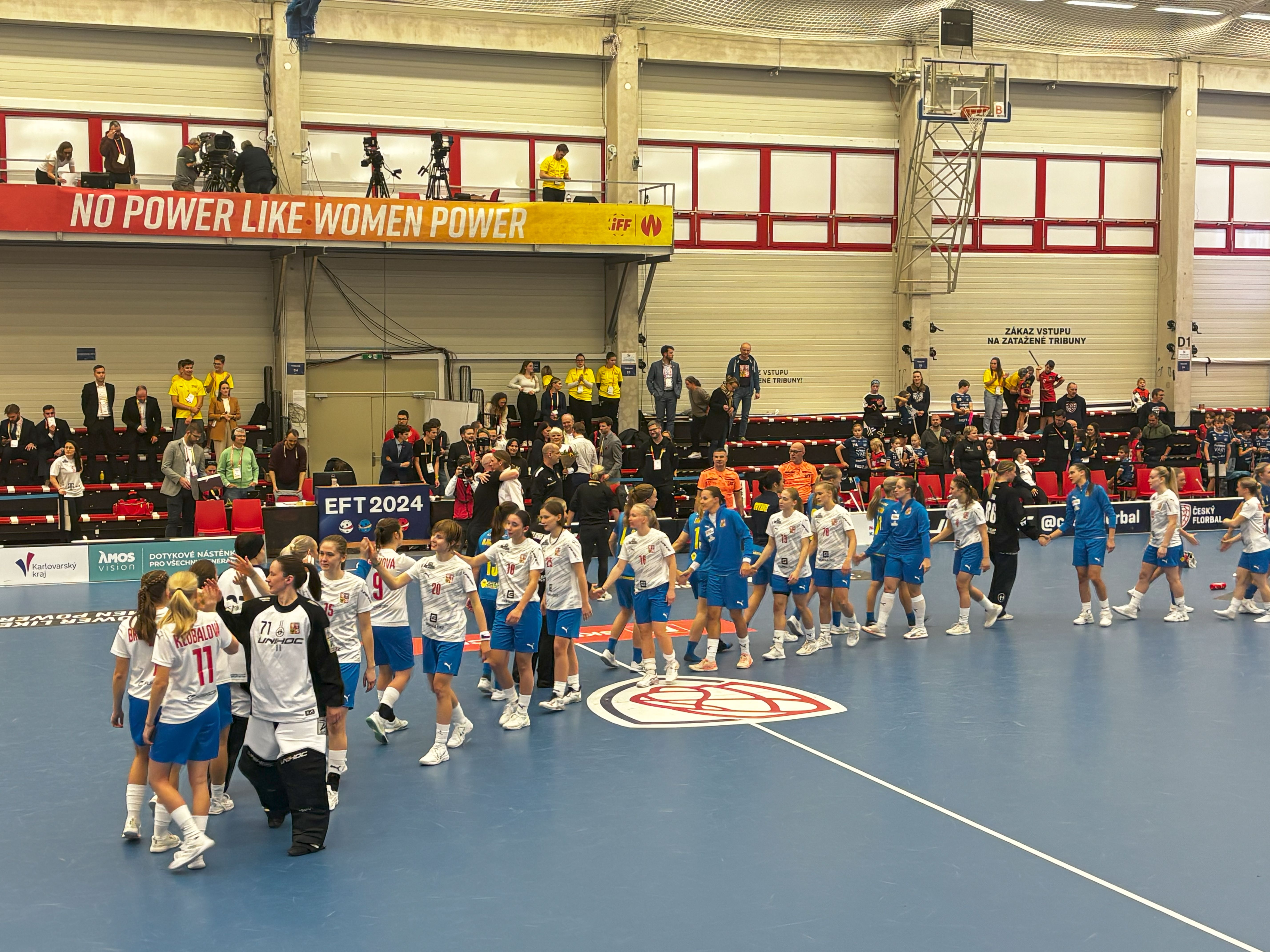
Hráčky české a švédské florbalové reprezentace se zdraví po zápase na Euro Floorball Tour v roce 2024

### Aktuální kádr
Hráčky nominované na poslední Mistrovství světa ve florbale žen 2023. Proškrtnuté hráčky jsou již vyřazeny z aktuálního širšího kádru.

#### Brankářky
- Jana Christianová – Florbal Chodov
- Lenka Remešová – IBK Lund

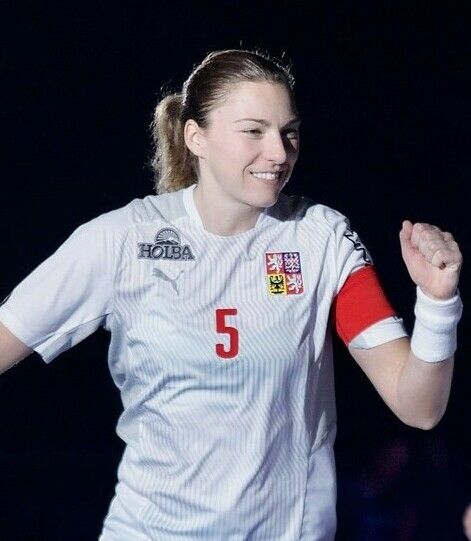
Bývalá dlouholetá kapitánka reprezentace Eliška Krupnová

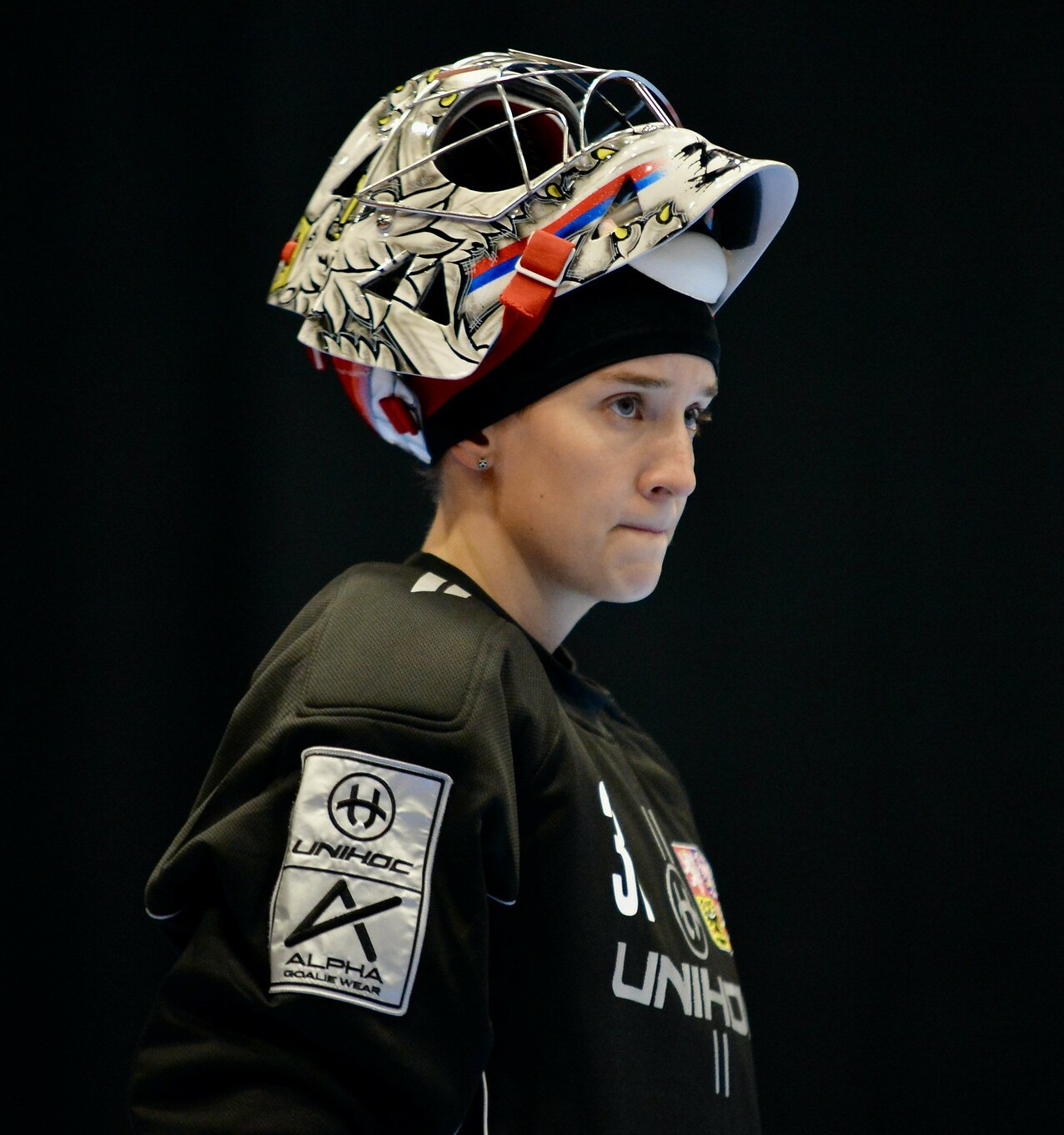
Reprezentační brankářka Jana Christianová

#### Obránkyně
- Vendula Beránková – 1. SC Vítkovice
- Nela Jiráková – Endre
- Kristýna Lechnerová – Florbal Chodov
- Michaela Mechlová – Tatran Střešovice
- Magdaléna Plášková – Florbal Chodov
- Šárka Staňková – FBC Kalmarsund
- Ivana Šupáková – Zug United

#### Útočnice
- Anna Brucháčková – Bulldogs Brno
- Eliška Chudá – UHV Skorpion Emmental Zollbrück
- Vanessa Rebecca Keprtová – KAIS Mora
- Karolína Klubalová – FBC Liberec
- Eliška Krupnová – Pixbo IBK
- Michaela Kubečková – FBC Kalmarsund
- Vendula Maroszová – 1. SC Vítkovice
- Denisa Ratajová – Zug United
- Martina Řepková – Zug United
- Karolína Suchá – Täby FC
- Eliška Trojánková – Piranha Chur

#### Širší kádr

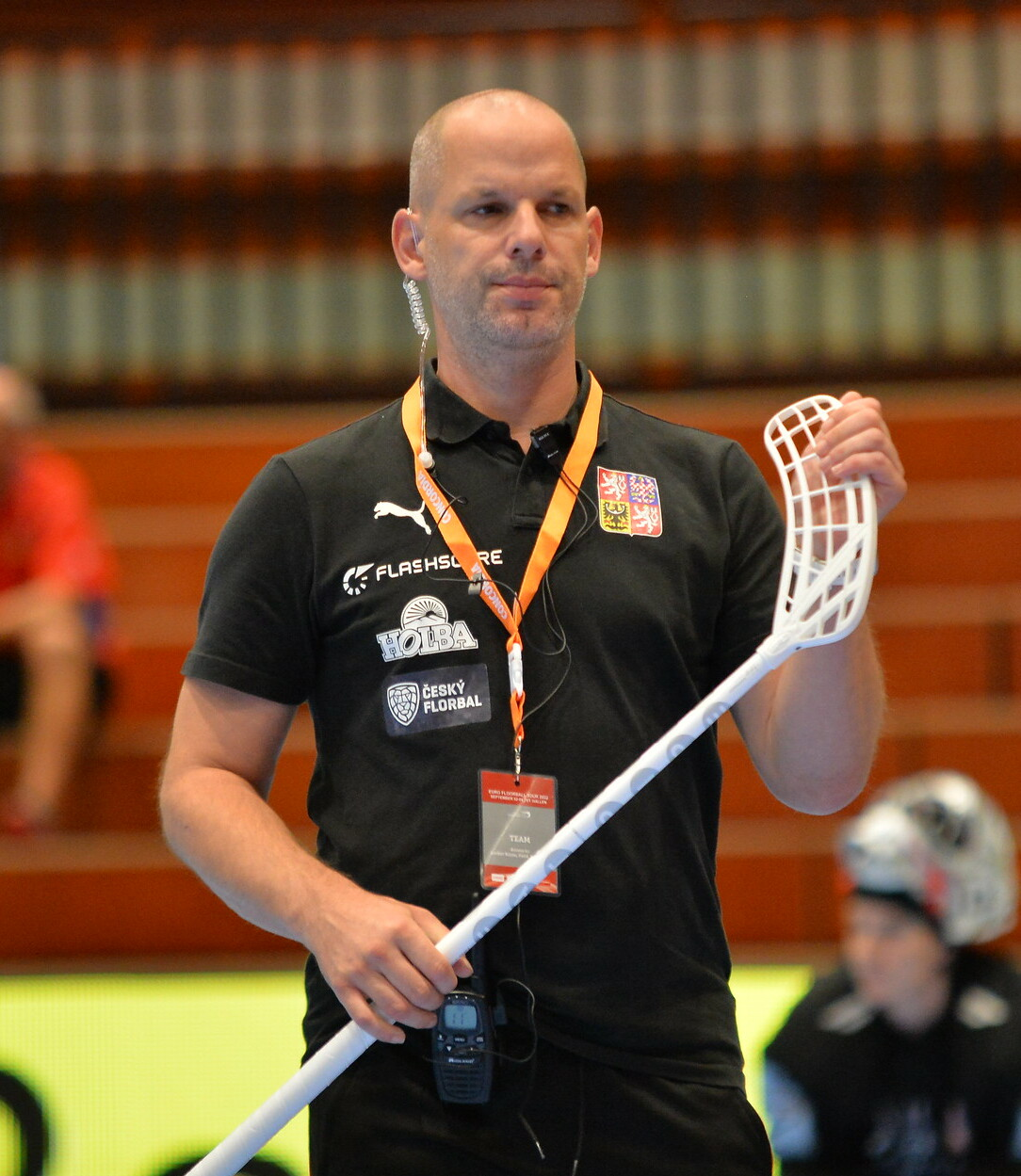
Trenér reprezentace Lukáš Procházka

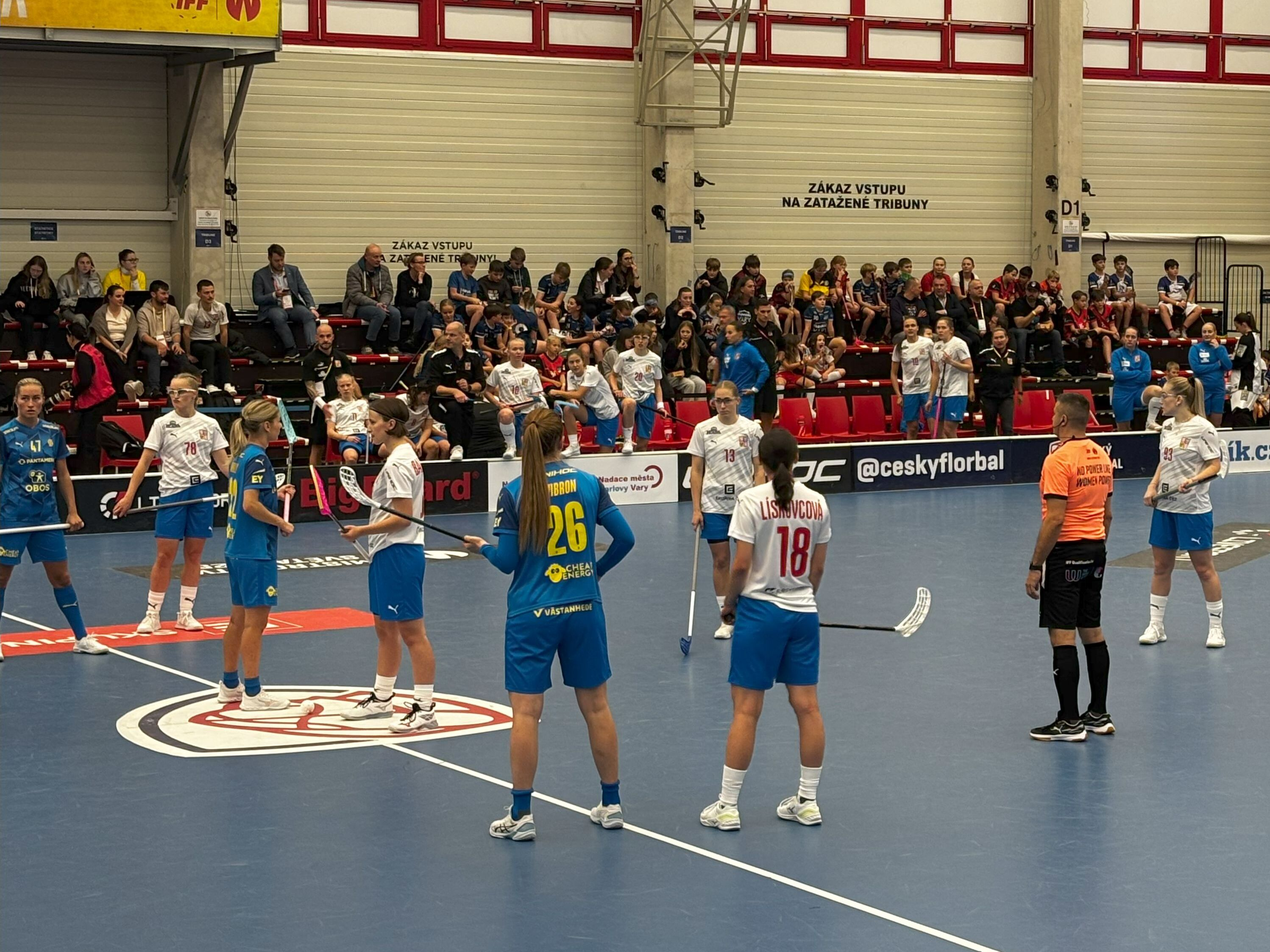
Hráčky české a švédské florbalové reprezentace v zápase na Euro Floorball Tour v roce 2024

Hráčky širšího kádru, nenominované na mistrovství světa:
- Pavlína Bačová – FBC Ostrava
- Lucie Baldreichová – Florbal Chodov
- Karolína Bínová – FBC Ostrava
- Liliana Bolfová – Bulldogs Brno
- Linda Fuchsová – Tatran Střešovice
- Sofie Gocová – Tatran Střešovice
- Barbora Husková – Tatran Střešovice
- Lucie Cholinská – FBS Olomouc
- Alice Jirásková – FbŠ Bohemians
- Jessica Kabelková – 1. SC Vítkovice
- Veronika Kopecká – SB-Pro
- Radka Korbelářová – FbŠ Bohemians
- Simona Korbelářová – FbŠ Bohemians
- Markéta Lenfeldová – 1. SC Vítkovice
- Karolína Lískovcová – Florbal Chodov
- Barbora Lovíšková – Florbal Chodov
- Tereza Matýsková – 1. SC Vítkovice
- Veronika Novotná – Tatran Střešovice
- Agáta Procházková – FbŠ Bohemians
- Nikola Příleská – 1. SC Vítkovice
- Lucie Řezáčová – Unihockey Berner Oberland
- Nela Sikorová – 1. SC Vítkovice
- Nikola Skoková – Florbal Chodov
- Karolína Stůjová – Tatran Střešovice
- Eliška Svrčková – FbŠ Bohemians
- Monika Šolleová – Bulldogs Brno
- Nikola Štekerová – Florbal Chodov
- Kateřina Vachudová – EräViikingit
- Valentýna Zerzánová – FBS Olomouc
- Lucie Želízková – Malmö FBC

#### Trenéři
- Lukáš Procházka
- Kati Eteläpää  (asistentka)
- Michaela Marešová (asistentka)

### Hráčky s nejvyšším počtem účastí na mistrovstvích světa
| Ročník             | 1997   | 1999   | 2001   | 2003   | 2005   | 2007   | 2009   | 2011   | 2013   | 2015   | 2017   | 2019   | 2021   | 2023   | Účasti |
| Reference          | [ 28 ] | [ 29 ] | [ 30 ] | [ 31 ] | [ 32 ] | [ 33 ] | [ 34 ] | [ 35 ] | [ 36 ] | [ 37 ] | [ 38 ] | [ 39 ] | [ 40 ] | [ 26 ] |        |
| Umístění           | 6.     | 5.     | 5.     | 7.     | 7.     | 5.     | 4.     | 3.     | 4.     | 4.     | 4.     | 4.     | 4.     | 3.     |        |
| Hráčka             |        |        |        |        |        |        |        |        |        |        |        |        |        |        |        |
| ------------------ | ------ | ------ | ------ | ------ | ------ | ------ | ------ | ------ | ------ | ------ | ------ | ------ | ------ | ------ | ------ |
| Billá Denisa       |        |        |        | ✓      | ✓      | ✓      | ✓      | ✓      | ✓      | C      | ✓      |        |        |        | 8      |
| Christianová Jana  |        |        |        |        |        |        | ✓      | S      | S      |        | ✓      | ✓      | S      | ✓      | 7      |
| Krupnová Eliška    |        |        |        |        |        |        |        | ✓      | ✓      | ✓      | ✓      | C      | C      | C      | 7      |
| Koníčková Hana     |        |        |        |        |        |        | ✓      | ✓      |        | ✓      | ✓      | ✓      | ✓      |        | 6      |
| Kotíková Magdalena |        |        | ✓      | ✓      | ✓      | C      | C      | C      |        |        |        |        |        |        | 6      |
| Novotná Ilona      |        | ✓      | ✓      | ✓      | ✓      | ✓      | ✓      |        |        |        |        |        |        |        | 6      |
| Bartošová Lenka    |        |        | ✓      | ✓      | ✓      | ✓      | ✓      |        |        |        |        |        |        |        | 5      |
| Bočanová Adéla     |        |        |        |        |        |        |        | ✓      | ✓      | ✓      | ✓      | ✓      |        |        | 5      |
| Jílková Kristýna   |        |        |        |        | ✓      | ✓      | ✓      | ✓      | ✓      |        |        |        |        |        | 5      |
| Macurová Zuzana    |        |        |        | ✓      | ✓      |        | ✓      | ✓      | C      |        |        |        |        |        | 5      |
| Ratajová Denisa    |        |        |        |        |        |        |        |        |        | ✓      | ✓      | S      | ✓      | ✓      | 5      |
| Řepková Martina    |        |        |        |        |        |        |        |        |        | ✓      | ✓      | ✓      | ✓      | ✓      | 5      |
| Slováková Alena    | ✓      | ✓      | ✓      | ✓      | ✓      |        |        |        |        |        |        |        |        |        | 5      |
| Urbánková Tereza   |        |        |        |        |        |        |        | ✓      | ✓      | ✓      | ✓      | ✓      |        |        | 5      |

### Další známé reprezentantky
| - Pavlína Bačová (2021) - Vendula Beránková (2017, 2019, 2021, 2023) - Kamila Bočanová (2001, 2003, 2005, 2011) - Anna Brucháčková (2023) - Dana Bursová (2001, 2003, 2005, 2007) - Martina Čapková (2013, 2015, 2017 C) - Veronika Enenkelová (2015, 2017) - Eliška Chudá (2021, 2023) - Petra Chybová (1999, 2001, 2003, 2005) - Anet Jarolímová (2009, 2011, 2013, 2015) - Nela Jiráková (2017, 2019, 2021, 2023) - Michaela Kubečková (2019, 2021, 2023) - Vanessa Rebecca Keprtová (2021, 2023) - Lenka Kubíčková (2007, 2011, 2015) - Michaela Marešová (2001, 2003) - Vendula Maroszová (2023) - Natálie Martináková (2019) | - Michaela Mlejnková (2015, 2017, 2019, 2021) - Radka Nečásková (1999, 2001) - Kamila Paloncyová (2015, 2019, 2021) - Magdaléna Plášková (2017, 2019, 2021, 2023) - Lenka Remešová (2021, 2023) - Hana Sládečková (2013, 2015) - Karolína Suchá (2021, 2023) - Lucie Szotkowská (2005, 2007, 2009, 2011) - Karolína Šatalíková (ME 1995, 1997, 1999) - Dominika Šteglová (2009, 2011, 2013) - Markéta Šteglová (ME 1995, 1997) - Ivana Šupáková (2019, 2021, 2023) - Hana Váňová (2003, 2005, 2007, 2009) - Jana Vávrová (Vojáčková) (2011, 2013, 2015) - Eliška Vrátná (Křížová) (2007, 2009, 2015) - Romana Žurková (2017) |